# 臧运金
臧运金（1964年—2021年2月26日），博士，中国器官移植专家，青岛大学附属医院器官移植中心主任。